# 烏伊緬湖
51°9′59″N 87°5′4″E / 51.16639°N 87.08444°E
烏伊緬湖（俄语：Уймень），是俄羅斯的湖泊，位於該國南部，由阿爾泰共和國負責管轄，處於喬伊斯基區，長0.8公里、寬0.3公里，面積0.2平方公里，湖岸線長度2公里。